# A Rangers FC 2018–2019-es szezonja
Ez a szócikk a Rangers FC 2018–2019-es szezonjáról szól.
A skót bajnokság augusztus 5-én veszi kezdetét.
A Skót Kupában 2019 januárjában játsszák első mérkőzésüket, a harmadik körben.
A Ligakupában a második körben kapcsolódnak be a sorozatba 2018 augusztusában.
A csapat az előző, 2017–18-as szezonban a 3. helyen végzett a bajnokságban, így a 2018–2019-es Európa-liga 1. selejtezőkörében kapcsolódtak be a tornába. A macedón FK Skupi ellen 2–0-s összesítéssel jutottak tovább, a 2. körben a horvát NK Osijek (Eszék) az ellenfél.

## Mezek
| Hazai mez | Hazai kapusmez |

| Idegenbeli mez |

| Harmadik mez |

## Játékosok

### Felnőtt keret
| No. |                | Poszt | Játékos                                  |
| --- | -------------- | ----- | ---------------------------------------- |
| 1   | Skócia         | K     | Allan McGregor                           |
| 2   | Anglia         | V     | James Tavernier (csapatkapitány)         |
| 3   | Wales          | V     | Declan John                              |
| 4   | Skócia         | KP    | Graham Dorrans                           |
| 5   | Skócia         | V     | Lee Wallace                              |
| 6   | Anglia         | V     | Connor Goldson                           |
| 7   | Skócia         | CS    | Jamie Murphy                             |
| 8   | Skócia         | KP    | Ryan Jack                                |
| 10  | Anglia         | KP    | Ovie Ejaria (kölcsön a Liverpool FC-től) |
| 11  | Anglia         | CS    | Josh Windass                             |
| 13  | Anglia         | K     | Wes Foderingham                          |
| 14  | Észak-Írország | V     | Lee Hodson                               |
| 15  | Anglia         | V     | Jon Flanagan                             |

| No. |              | Poszt | Játékos         |
| --- | ------------ | ----- | --------------- |
| 16  | Skócia       | KP    | Andrew Halliday |
| 17  | Skócia       | V     | Ross McCrorie   |
| 18  | Anglia       | KP    | Jordan Rossiter |
| 19  | Horvátország | V     | Nikola Katić    |
| 20  | Kolumbia     | CS    | Alfredo Morelos |
| 21  | Portugália   | CS    | Daniel Candeias |
| 22  | Skócia       | KP    | Greg Docherty   |
| 25  | Anglia       | K     | Jak Alnwick     |
| 29  | Skócia       | KP    | Zak Rudden      |
| 30  | Skócia       | V     | Kyle Bradley    |
| 37  | Kanada       | KP    | Scott Arfield   |
| 40  | Skócia       | CS    | Glenn Middleton |
| —   | Portugália   | V     | Fábio Cardoso   |

## Statisztikák
Utolsó elszámolt mérkőzés dátuma: 2018. július 17.

### Kiírások
| Kiírás      | Statisztikák | Statisztikák | Statisztikák | Statisztikák | Statisztikák | Statisztikák | Kezdő forduló/ helyezés | Végső forduló/ helyezés | Mérkőzések dátumai | Mérkőzések dátumai | Mérkőzések dátumai | Mérkőzések dátumai |
| Kiírás      | M            | GY           | D            | V            | LG–KG        | GK           | Kezdő forduló/ helyezés | Végső forduló/ helyezés | Első               | Előző              | Következő          | Utolsó             |
| ----------- | ------------ | ------------ | ------------ | ------------ | ------------ | ------------ | ----------------------- | ----------------------- | ------------------ | ------------------ | ------------------ | ------------------ |
| SPL         | 0            | 0            | 0            | 0            |              | 0            | —                       |                         | 2018.08.05.        |                    | 2018.08.05.        |                    |
| Skót Kupa   | 0            | 0            | 0            | 0            |              | 0            | 4. kör                  |                         | 2019.01.           |                    | 2019.01.           |                    |
| Ligakupa    | 0            | 0            | 0            | 0            |              | 0            | 2. kör                  |                         | 2018.08.           |                    | 2018.08.           |                    |
| Európa-liga | 2            | 1            | 1            | 0            | 2–0          | +2           | 1. selejtezőkör         | 2. selejtezőkör         | 2018.07.12.        | 2018.07.17.        | 2018.07.26.        |                    |